# Мінімізація емпіричного ризику
Мініміза́ція емпіри́чного ри́зику (МЕР, англ. empirical risk minimization, ERM) — це принцип у теорії статистичного навчання, який визначає сімейство алгоритмів навчання, і застосовується для отримування теоретичних меж продуктивності алгоритмів навчання.

## Передумови
Розгляньмо наступну ситуацію, яка є загальною постановкою для багатьох задач керованого навчання. Ми маємо два простори об'єктів, {\displaystyle X} та {\displaystyle Y}, і хотіли би навчитися функції {\displaystyle \ h:X\to Y} (яку часто називають гіпотезою, англ. hypothesis), яка видає об'єкт {\displaystyle y\in Y} для заданого {\displaystyle x\in X}. Для здійснення цього ми маємо у своєму розпорядження тренувальний набір (англ. training set) із невеликої кількості зразків {\displaystyle \ (x_{1},y_{1}),\ldots ,(x_{m},y_{m})}, де {\displaystyle x_{i}\in X} є входом, а {\displaystyle y_{i}\in Y} є відповідним відгуком, який ми хотіли би отримувати від {\displaystyle \ h(x_{i})}.
Висловлюючись формальніше, ми припускаємо, що існує спільний розподіл імовірності {\displaystyle P(x,y)} над {\displaystyle X} та {\displaystyle Y}, і що тренувальний набір складається з {\displaystyle m} зразків {\displaystyle \ (x_{1},y_{1}),\ldots ,(x_{m},y_{m})}, взятих н. о. р. із {\displaystyle P(x,y)}. Зауважте, що припущення про спільний розподіл імовірності дозволяє нам моделювати невизначеність у передбаченнях (наприклад, від шуму в даних), оскільки {\displaystyle y} є не детермінованою функцією {\displaystyle x}, а радше випадковою змінною з умовним розподілом {\displaystyle P(y|x)} для зафіксованого {\displaystyle x}.
Ми також припускаємо, що нам було надано невід'ємну дійснозначну функцію втрат {\displaystyle L({\hat {y}},y)}, яка вимірює, наскільки передбачення гіпотези {\displaystyle {\hat {y}}} відрізняється від справжнього виходу {\displaystyle y}. Тоді ризик, пов'язаний із гіпотезою {\displaystyle h(x)}, визначається як математичне сподівання функції втрат:
{\displaystyle R(h)=\mathbf {E} [L(h(x),y)]=\int L(h(x),y)\,dP(x,y).}
В теорії зазвичай використовується функція втрат 0-1: {\displaystyle L({\hat {y}},y)=I({\hat {y}}\neq y)}, де {\displaystyle I(\dots )} є індикаторним позначенням.
Кінцевою метою алгоритму навчання є знайти гіпотезу {\displaystyle h^{*}} серед зафіксованого класу функцій {\displaystyle {\mathcal {H}}}, для якої ризик {\displaystyle R(h)} є мінімальним:
{\displaystyle h^{*}=\arg \min _{h\in {\mathcal {H}}}R(h).}

## Мінімізація емпіричного ризику
В загальному випадку ризик {\displaystyle R(h)} не може бути обчислено, оскільки розподіл {\displaystyle P(x,y)} не є відомим алгоритмові навчання (цю ситуацію називають агностичним навчанням). Проте ми можемо обчислювати наближення, яке називається емпіричним ризиком (англ. empirical risk), шляхом усереднення функції втрат на тренувальному наборі:
{\displaystyle \!R_{\text{emp}}(h)={\frac {1}{m}}\sum _{i=1}^{m}L(h(x_{i}),y_{i}).}
Принцип емпіричної мінімізації ризику стверджує, що алгоритм навчання повинен вибрати таку гіпотезу {\displaystyle {\hat {h}}}, яка мінімізує емпіричний ризик:
{\displaystyle {\hat {h}}=\arg \min _{h\in {\mathcal {H}}}R_{\text{emp}}(h).}
Таким чином, алгоритм навчання, визначений принципом МЕР, полягає у розв'язання наведеної вище задачі оптимізації.

## Властивості

### Обчислювальна складність
Відомо, що мінімізація емпіричного ризику для задачі класифікації з функцією втрат 0-1 є NP-складною задачею, навіть для таких відносно простих класів функцій, як лінійні класифікатори. Проте вона може розв'язуватися ефективно, коли мінімальний емпіричний ризик є нульовим, тобто дані є лінійно роздільними.
На практиці алгоритми машинного навчання впоруються з цим, або застосовуючи опуклу оптимізацію до функції втрат 0-1 (як у заві́сних втратах для ОВМ), що простіше оптимізувати, або формулюючи припущення про розподіл {\displaystyle P(x,y)} (і відтак перестаючи бути алгоритмами агностичного навчання, до яких застосовується наведений вище результат).